# Воєводін Віктор Миколайович
Віктор Миколайович Воєводін (21 квітня 1946, Харків — 27 червня 2021, Харків) — український фізик, фахівець у галузі радіаційної фізики та ядерної безпеки, доктор фізико-математичних наук, член-кореспондент НАН України.

## Життєпис
У 1970 р. закінчив фізико-технічний факультет Харківського університету.
З 1971 р. працював у Харківському фізико-технічному інституті, (від 1986 р. — старшим науковим співробітником, від 1990 р. — -провідним науковим співробітником, від 1992 р. — начальником лабораторії, від 1999 р. — начальником відділу фізики радіаційних пошкоджень і радіаційного матеріалознавства, від 2004 р. -заступник директора, від 2010 р. — директором Інституту фізики твердого тіла, матеріалознавства і технологій Національного наукового центру «ХФТІ».
У 1984 р. захистив кандидатську дисертацію (за спецтематикою); у 1995 р. — захистив докторську дисертацію за темою «Структурно-фазові перетворення у феритних і аустенітних нержавіючих сталях під опромінюванням нейтронами і зарядженими частками».
Від 1998 р. викладав курс «Радіаційне матеріалознавство» на фізико-технічному факультеті Харківського університету, з 2010 р. очолював філіал кафедри матеріалів реакторів та фізичних технологій. Від 2004 р. — професор Харківського університету. Серед його учнів 2 доктори та 5 кандидатів наук.
Від 2012 р. — член-кореспондент НАН України.

## Наукові інтереси
Займався вивченням та розробкою матеріалів для атомної енергетики, зокрема, досліджував радіаційні пошкодження конструкційних матеріалів.
У 1983 і 1987 рр. був нагороджений першими преміями Державного комітету атомної енергетики СРСР.
Нагороджений Почесною грамотою НАН України (2006 р.), премією імені К. Д. Синельникова (2009 р.), відзнакою НАНУ «За підготовку наукової зміни» (2013 р.).
Автор понад 400 робіт, 5 монографій, більше 20 винаходів.
Обіймав посади заступника академіка-секретаря Відділення ядерної фізики та енергетики НАН України, віце-президента Українського ядерного товариства. Був заступником головного редактора журналу «Питання атомної науки і техніки», членом експертної ради Міністерства освіти і науки України, членом Науково-технічної ради секції «Ядерна енергетика» Міністерства енергетики України, членом Науково-технічної ради Секції фізико-технічних та математичних наук НАН України.
У 2016 р. був призначений представником України у Програмному комітеті Євратому з ядерних реакторів поділу. У 2019 р. його було обрано членом Вищої наукової ради Європейського ядерного товариства.

## Праці
- Особенности микроструктурных изменений в аустенитных и ферритных сталях при облучении // Физика металлов и металловедение. 1996. Вып. 3;
- Microstructural evolution and radiation stability of steels and alloys // J. Nuclear Materials. 1999. № 271/272;
- Влияние импульсных потоков заряженных частиц на структуру и механические свойства металлов // ФХММ. 2000. Т. 36, № 5;
- Фазовые превращения. Структурно-фазовые превращения в нержавеющих сталях при облучении // Металлофизика и новейшие технологии. 2000. Т. 21, № 6;
- Влияние микро- и мезоуровней пластической деформации на радиационное охрупчивание материалов // Вест. Харьков. ун-та. 2001. № 510, вып. 1(13)